# Pauly Shore
Paul Montgomery Shore (Los Ángeles, California, 1 de febrero de 1968) es un actor y comediante estadounidense, conocido por sus papeles en varias películas cómicas en la década de 1990.

## Biografía
Shore se inició en la comedia en vivo a los 17 años, antes de convertirse en VJ para el canal MTV en 1989. Años más tarde protagonizó la película El hombre de California y tuvo otras participaciones en cine, de las que destacan Son in Law (1993) y Bio-Dome (1996). Shore fue criado en la tradición judía.

## Discografía
| Año  | Título                                          | Discográfica      |
| ---- | ----------------------------------------------- | ----------------- |
| 1991 | The Future of America                           | WTG Records       |
| 1992 | Scraps From the Future                          | WTG Records/Epic  |
| 1993 | Son in Law (Original Motion Picture Soundtrack) | Hollywood Records |
| 1994 | Pink Diggily Diggily                            | Priority Records  |

## Filmografía
| Año  | Título                                       | Papel                       |
| ---- | -------------------------------------------- | --------------------------- |
| 1988 | For Keeps                                    | Retro                       |
| 1988 | 18 Again!                                    | Barrett                     |
| 1989 | Rock & Read                                  | Invitado                    |
| 1989 | Lost Angels                                  |                             |
| 1989 | Married With Children                        | Capitán                     |
| 1989 | Phantom of the Mall: Eric's Revenge          | Buzz                        |
| 1990 | Wedding Band                                 | Nicky                       |
| 1992 | Time Out: The Truth About HIV, AIDS, and You | Él mismo                    |
| 1992 | Encino Man                                   | Stanley "Stoney" Brown      |
| 1992 | Class Act                                    | Julian Thomas               |
| 1993 | Son in Law                                   | Crawl                       |
| 1994 | In the Army Now                              | Bones Conway                |
| 1995 | A Goofy Movie                                | Robert "Bobby" Zimuruski    |
| 1995 | Jury Duty                                    | Thomas B. "Tommy" Collins   |
| 1996 | Bio-Dome                                     | Bud Macintosh               |
| 1996 | Playboy: The Best of Jenny McCarthy          | Él mismo                    |
| 1997 | The Curse of Inferno                         | Chuck Betts                 |
| 1997 | Playboy: Jenny McCarthy, the Playboy Years   | Él mismo                    |
| 1997 | Casper: A Spirited Beginning                 | Snivel                      |
| 1998 | Junket Whore                                 | Él mismo                    |
| 1998 | Casper Meets Wendy                           | Oráculo                     |
| 1999 | King of the Hill                             | DJ de MTV                   |
| 2000 | An Extremely Goofy Movie                     | Robert "Bobby" Zimuruski    |
| 2000 | Red Letters                                  | Anthony Griglio             |
| 2000 | The Princess and the Barrio Boy              | Wesley                      |
| 2000 | The Bogus Witch Project                      | Él mismo                    |
| 2000 | Futurama                                     | Él mismo                    |
| 2001 | The Wash                                     |                             |
| 2002 | Rebel Fish                                   | Él mismo                    |
| 2003 | Pauly Shore Is Dead                          | Él mismo                    |
| 2005 | My Big Fat Independent Movie                 | Él mismo                    |
| 2007 | Natural Born Komics                          | Él mismo                    |
| 2009 | Opposite Day                                 | Robert Benson               |
| 2010 | Pauly Shore's 'Adopted'                      | Él mismo                    |
| 2010 | Stonerville                                  | Rod Hardbone                |
| 2011 | Bucky Larson: Born to Be a Star              |                             |
| 2012 | Whiskey Business                             | Nicky Ferelli               |
| 2014 | Pauly Shore Stands Alone                     | Él mismo                    |
| 2016 | Hell's Kitchen                               | Él mismo                    |
| 2017 | Star vs. the Forces of Evil                  | Johnny Blowhole             |
| 2017 | Sandy Wexler                                 | Él mismo                    |
| 2018 | Alone Together                               | Él mismo                    |
| 2019 | Bolshoe puteshestvie                         | Mic-Mic (doblaje en inglés) |
| 2020 | Tacos With Everything (canal de Youtube)     | Él mismo                    |
| 2022 | Pinocchio                                    | Pinocchio                   |